# Эрли (округ)
Э́рли (англ. Early County) — округ штата Джорджия, США. Население округа на 2000 год составляло 12 354 человек. Административный центр округа — город Блейкли.

## История
Округ Эрли основан в 1818 году.

## География
Округ занимает площадь 1323.5 км2.

## Демография
Согласно Бюро переписи населения США, в округе Эрли в 2000 году проживало 12 354 человек. Плотность населения составляла 9.3 человек на квадратный километр.